# Sonnenfinsternis vom 21. April 2088
Die totale Sonnenfinsternis vom 21. April 2088 spielt sich größtenteils über dem Atlantik, Nordafrika, im Südosten Europas, Kleinasien und dem nördlichen Asien ab. Im äußersten Osten Amerikas kann die Sonnenfinsternis bei Sonnenaufgang in ihrer partiellen Phase beobachtet werden.
Das Maximum der Finsternis liegt im Mittelmeer ca. 50 km nordöstlich von Malta, die Dauer der Totalität beträgt dort 3 Minuten und 58 Sekunden.

## Verlauf
Die Finsternis beginnt über dem Atlantik vor der Küste von Südamerika. Im Osten Südamerikas kann die Finsternis partiell beobachtet werden, wobei diese vor Sonnenaufgang beginnt und, mit Ausnahme des äußersten Westens Brasiliens, das Maximum vor Sonnenaufgang erreicht wurde. Im äußersten Nordosten Amerikas beginnt die Finsternis sogar erst nach Sonnenaufgang, erreicht aber nur eine geringe Bedeckung.
Der Mondschatten überquert den Atlantik rasch in nordöstlicher Richtung, überquert die Kapverdischen Inseln und trifft an der Atlantikküste Mauretaniens erstmals auf das afrikanische Festland. Anschließend überquert der Mondschatten die Länder Westsahara, Mali, Algerien und Tunesien.
Nachdem der Schatten Afrika verlassen hat, überquert er das Mittelmeer. Die italienischen Inseln Lampedusa und Sizilien liegen in der Totalitätszone, ebenso wie der Inselstaat Malta. Mit Griechenland erreicht der Mondschatten nun auch das europäische Festland, nach Überquerung der nördlichen Ägäis erreicht der Mondschatten Asien.
Hier verläuft die Finsterniszone durch die Staaten Türkei, Georgien, Russland, Kasachstan, Usbekistan, Kirgisistan und die Volksrepublik China, wo die Finsternis bei Sonnenuntergang endet.
Für diese Finsternis ergeben sich wegen deutlich unterschiedlicher Annahmen des Delta T (NASA: 175,4s, CalSky: 76,8s) von 98,6s bei der Berechnung des konkreten Verlaufes der Totalitätszone lokal deutliche Unterschiede. So liegt das Stadtzentrum der Kirgisischen Hauptstadt Bischkek nach NASA-Berechnung innerhalb der Totalitätszone, während Calsky sie außerhalb sah.

## Orte in der Totalitätszone
| Land         | Ort           | Dauer  | Uhrzeit (UT) | Bemerkung                                |
| ------------ | ------------- | ------ | ------------ | ---------------------------------------- |
| Kap Verde    | Santa Maria   | 2m 12s | 9:05         | Dauer im Norden der Insel Sal bis 2m 26s |
| Algerien     | Adrar         | 3m 13s | 9:47         |                                          |
| Tunesien     | Gabès         | 3m 52s | 10:16        |                                          |
| Italien      | Lampedusa     | 3m 57s | 10:23        |                                          |
| Malta        | Valletta      | 3m 57s | 10:28        |                                          |
| Griechenland | Patras        | 3m 45s | 10:45        |                                          |
| Türkei       | Istanbul      | 3m 15s | 11:01        |                                          |
| Georgien     | Sugdidi       | 3m 3s  | 11:24        |                                          |
| Russland     | Wladikawkas   | 3m 18s | 11:28        |                                          |
| Russland     | Machatschkala | 2m 49s | 11:29        |                                          |
| Kasachstan   | Aqtau         | 3m 1s  | 11:36        |                                          |
| Usbekistan   | Qoʻngʻirot    | 2m 18s | 11:45        |                                          |
| Kasachstan   | Schymkent     | 1m 47s | 11:55        |                                          |
| Kirgisistan  | Tals          | 2m 23s | 11:56        |                                          |
| Kirgisistan  | Bischkek      | 0m 32s | 11:57        | Nach Calsky außerhalb der Totalitätszone |
| China        | Aksu          | 1m 55s | 12:01        |                                          |

## Sichtbarkeit im deutschsprachigen Raum
Die Finsternis ist im deutschsprachigen Raum, als partielle Sonnenfinsternis, im ganzen Verlauf sichtbar. Die größte Verfinsterung wird im Südosten, in Bad Radkersburg im österreichischen Bundesland Steiermark, mit 70 % Bedeckung erreicht. Die geringste Verfinsterung wird im Norden, in List auf Sylt, mit 40 % Bedeckung erreicht.
| Land        | Ort               | Bedeckung | Bemerkung |
| ----------- | ----------------- | --------- | --------- |
| Schweiz     | Bern              | 60 %      |           |
| Schweiz     | Basel             | 58 %      |           |
| Österreich  | Salzburg          | 63,6 %    |           |
| Österreich  | Wien              | 65,8 %    |           |
| Deutschland | München           | 61 %      |           |
| Deutschland | Frankfurt am Main | 52 %      |           |
| Deutschland | Berlin            | 50 %      |           |
| Deutschland | Hamburg           | 45 %      |           |